# 10. ročník udílení Critics' Choice Television Awards
10. ročník udílení cen Critics' Choice Television Awards se konal dne 12. ledna 2020 na letišti v Santa Monice v Kalifornii. Nominace byly oznámeny 8. prosince 2019. Ceremoniál vysílala stanice The CW a moderoval jej Taye Diggs.

## Vítězové a nominovaní
Tučně jsou označeni vítězové.
| Nejlepší seriál | Nejlepší seriál |
| Nejlepší komediální seriál | Nejlepší dramatický seriál |
| --- | --- |
| Potvora (Amazon) - Barry (HBO) - The Marvelous Mrs. Maisel (Amazon) - Máma (CBS) - Den za dnem (Netflix) - PEN15 (Hulu) - Městečko Schitt's Creek (Pop) | Boj o moc (HBO) - Koruna (Netflix) - David Makes Man (OWN) - Hra o trůny (HBO) - Dobrý boj (CBS All Access) - Pose (FX) - Tohle jsme my (NBC) - Watchmen (HBO) |
| Nejlepší limitovaný seriál | Nejlepší televizní film |
| Když nás vidí (Netflix) - Hlava 22 (Hulu) - Černobyl (HBO) - Fosse/Verdonová (FX) - Nejsilnější hlas (Showtime) - Neuvěřitelná (Netflix) - Roky a roky (HBO) | El Camino: Film podle seriálu Perníkový táta (Netflix) - Brexit (HBO) - Deadwood (HBO) - Guava Island (Amazon) - Syn černého lidu (HBO) - Patsy & Loretta (Lifetime) |
| Nejlepší animovaný seriál | Nejlepší talk-show |
| BoJack Horseman (Netflix) - Big Mouth (Netflix) - Temný krystal: Věk vzdoru (Netflix) - She-Ra a princezny moci (Netflix) - Simpsonovi (Fox) - Undone (Amazon) | The Late Late Show with James Corden (CBS) (remíza) Late Night with Seth Meyers (NBC) (remíza) - Desus & Mero (Showtime) - Full Frontal with Samantha Bee (TBS) - The Kelly Clarkson Show (NBC) - John Oliver: Co týden dal a vzal (HBO) |
| Nejlepší stand-up comedy speciál | |
| Live in Front of a Studio Audience: Norman Lear’s All in the Family and The Jeffersons (ABC) - Amy Schumer: Growing (Netflix) - Jenny Slate: Tréma na jevišti (Netflix) - Ramy Youssef: Pocity (HBO) - Seth Meyers: Lobby Baby (Netflix) - Trevor Noah: Son of Patricia (Netflix) - Wanda Sykes: Not Normal (Netflix)                                                                                | |
| Nejlepší herectví v komediálním seriálu | |
| Nejlepší herec | Nejlepší herečka |
| Bill Hader jako Barry Berkman / Barry Block – Barry - Ted Danson jako Michael – Dobré místo - Walton Goggins jako Wade – The Unicorn - Eugene Levy jako Johnny Rose – Městečko Schitt's Creek - Paul Rudd jako Miles Elliot – Žít se sebou - Bashir Salahuddin jako Sherman McDaniel – Sherman's Showcase - Ramy Youssef jako Ramy Hassan – Ramy                                                     | Phoebe Waller-Bridge jako Potvora – Potvora - Christina Applegate jako Jen Harding – Smrt nás pojí - Alison Brie jako Ruth "Zoya the Destroya" Wilder – GLOW: Nádherné ženy wrestlingu - Rachel Brosnahanová jako Miriam Maisel – Úžasná paní Maiselová - Kirsten Dunst jako Krystal Stubbs – Jak se stát bohem na Floridě - Julia Louis-Dreyfus jako Selina Meyer – Viceprezident(ka) - Catherine O'Hara jako Moira Rose –Městečko Schitt's Creek |
| Nejlepší herec ve vedlejší roli | Nejlepší herečka ve vedlejší roli |
| Andrew Scott jako kněz – Potvora - Andre Braugher jako Raymond Jacob Holt – Brooklyn 99 - Anthony Carrigan jako NoHo Hank – Barry - William Jackson Harper jako Chidi Anagonye – Dobré místo - Daniel Levy jako David Rose – Městečko Schitt's Creek - Nico Santos jako Mateo Fernando Aquino Liwanag – Superstore - Henry Winkler jako Gene Cousineau – Barry                                       | Alex Borsteinová jako Susie Myerson – The Marvelous Mrs. Maisel - D'Arcy Carden jako Janet – Dobré místo - Sian Clifford jako Claire – Potvora - Betty Gilpin jako Debbie Eagon – GLOW: Nádherné ženy wrestlingu - Rita Moreno jako Lydia Riera – Den za dnem - Annie Murphy jako Alexis Rose – Městečko Schitt's Creek - Molly Shannon jako Pat Dubek – The Other Two                                                                             |
| Nejlepší herectví v dramatickém seriálu | |
| Nejlepší herec | Nejlepší herečka |
| Jeremy Strong jako Kendall Roy – Boj o moc - Sterling K. Brown jako Randall Pearson v seriálu Tohle jsme my - Mike Colter jako David Acosta – Evil - Paul Giamatti jako Charles "Chuck" Rhoades, Jr. – Miliardy - Kit Harington jako Jon Sníh – Hra o trůny - Freddie Highmore jako Dr. Shaun Murphy – Dobrý doktor - Tobias Menzies jako princ Philip – Koruna - Billy Porter jako Pray Tell – Pose | Regina Kingová jako Angela Abar / Sister Night – Watchmen - Christine Baranski jako Diane Lockhart – Boj o moc - Olivia Colmanová jako královna Alžběta II – Koruna - Jodie Comer jako Villanelle / Oksana Astankova – Na mušce - Nicole Kidman jako Celeste Wright – Sedmilhářky - Mj Rodriguez jako Blanca Evangelista – Pose - Sarah Snook jako Siobhan „Shiv“ Roy – Boj o moc - Zendaya jako Rue Bennett – Euforie                             |
| Nejlepší herec ve vedlejší roli | Nejlepší herečka ve vedlejší roli |
| Billy Crudup jako Cory Ellison – The Morning Show - Asante Blackk jako Malik – Tohle jsme my - Asia Kate Dillon jako Taylor Amber Mason – Miliardy - Peter Dinklage jako Tyrion Lannister – Hra o trůny - Justin Hartley jako Kevin Pearson – Tohle jsme my - Delroy Lindo jako Adrian Boseman – Dobrý boj - Tim Blake Nelsonj jako Wade Tillman / Looking Glass – Watchmen                          | Jean Smart jako Laurie Blake – Watchmen - Helena Bonham Carter jako princezna Margaret – Koruna - Gwendoline Christie jako Brienne of Tarth – Hra o trůny - Laura Dern jako Renata Klei – Sedmilhářky - Audra McDonald jako Liz Lawrence – Dobrý boj - Meryl Streep jako Mary Louise Wright – Sedmilhářky - Susan Kelechi Watson jako Beth (Clarke) Pearson – Tohle jsme my                                                                        |
| Nejlepší herectví v televizní filmu/limitovaném seriálu | |
| Nejlepší herec | Nejlepší herečka |
| Jharrel Jerome jako Korey Wise – Když nás vidí - Christopher Abbott jako kapitán John Yossarian – Hlava 22 - Mahershala Ali jako Wayne Hays – Temný případ - Russell Crowe jako Roger Ailes – Nejsilnější hlas - Jared Harris jako Valery Legasov – Čenobyl - Sam Rockwell jako Bob Fosse – Fosse/Verdonová - Noah Wyle jako Daniel Calder – The Red Line                                            | Michelle Williamsová jako Gwen Verdon – Fosse/Verdonová - Kaitlyn Dever jako Marie Adler – Neuvěřitelná - Anne Hathawayová jako Lexi – Moderní láska - Megan Hilty jako Patsy Cline – Patsy & Loretta - Joey King jako Gypsy Rose Blanchard – Odhalení - Jessie Mueller jako Loretta Lynnová – Patsy & Loretta - Merritt Wever jako detektiv Karen Duvall – Neuvěřitelná                                                                           |
| Nejlepší herec ve vedlejší roli | Nejlepší herečka ve vedlejší roli |
| Stellan Skarsgård jako Boris Ščerbina v seriálu Černobyl - Asante Blackk jako Kevin Richardson – Když nás vidí - George Clooney jako Scheisskopf – Hlava 22 - John Leguizamo jako Raymond Santana starší – Když nás vidí - Dev Patel jako Joshua – Moderní láska - Jesse Plemons jako Todd Alquist – El Camino: Film podle seriálu Perníkový táta - Russell Tovey jako Daniel Lyons – Roky a roky    | Toni Collette jako detektiv Grace Rasmussen – Neuvěřitelná - Patricia Arquette jako Dee Dee Blanchard – Odhalení - Marsha Stephanie Blake jako Linda McCray – Když nás vidí - Niecy Nash jako Delores Wise – Když nás vidí - Margaret Qualley jako Ann Reinking –Fosse/Verdonová - Emma Thompson jako Vivienne Rook MP – Roky a roky - Emily Watson jako Ulana Khomyuk – Černobyl                                                                  |